# Gottlieb Viehe

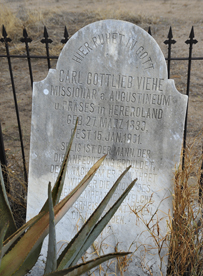
Grabstätte in Okahandja

Carl Friedrich Wilhelm Gottlieb Viehe (* 27. März 1839 in Mennighüffen (heute Stadtteil von Löhne), Westfalen; † 15. Januar 1901 in Okahandja, Deutsch-Südwestafrika, heute Namibia) war ein aus der Ravensberger Erweckungsbewegung hervorgegangener evangelisch-lutherischer Missionar und Autor in Deutsch-Südwestafrika. Er war Präses der Herero-Mission und als Nachfolger von Peter Heinrich Brincker Leiter des Augustineums, einer 1866 gegründeten Lehrer- und Evangelistenschule in Otjimbingwe.

## Leben
Viehe war das sechste von 12 Kindern des Johann Hermann Heinrich Viehe, geborener Niederstuke aus Häver, und der Anne Cathrine Marie Elisabeth Viehe. Die Familie wanderte 1844 nach Indiana (USA) aus. Durch den Einfluss seiner frommen Mutter wuchs Viehe in christlichem Glauben auf.
Zur Ausbildung kehrte er nach Deutschland in das Missionshaus nach Barmen zurück. Im Herbst 1861 trat er ins Seminar ein, am 16. August 1866 legte er sein Examen ab und am 17. Oktober wurde er zum Dienst als Missionar ordiniert.
Anschließend ging er als Missionar der Rheinischen Missionsgesellschaft zu den Herero ins spätere Deutsch-Südwestafrika. Er arbeitete in Otjimbingwe (1867–1870), im Rheinischen Missionshaus Omaruru (1870–1887), erneut in Otjimbingwe (1889–1890) und zuletzt in Okahandja (1890–1901).
Viehe war ein hervorragender Kenner der Herero-Sprache, Autor einer Grammatik und eines Wörterbuches. Außerdem verfasste er etliche Schriften, eine Bibelübersetzung und völkerkundliche Artikel.

## Werke
- Grammatik des Otjiherero nebst Wörterbuch, in: Lehrbücher des Seminars für Orientalische Sprachen zu Berlin, W. Spemann, Stuttgart/Berlin 1897, Band 16. (PDF)